# Reşat Nuri Güntekin
Reşat Nuri Güntekin (Istanbul, 25. studenog 1889. − London, 7. prosinca 1956.), turski je romanopisac , tekstopisac i dramaturg. Njegov najpoznatiji roman, Çalıkuşu (Grmuša, 1922) govori o sudbini mlade turske učiteljice u Anadoliji. Ovo je djelo na bošnjački i hrvatski jezik preveo Fehim Spaho. Ostali značajni romani su mu Dudaktan Kalbe (Od usana do srca) i Yaprak Dökümü (Pad lišća). Mnogi su njegovi romani prilagođeni kinu i televiziji. Budući da je boravio u Anadoliji s dužnošću inspektora, izbliza je poznavao taj narod. U svojim radovima bavio se životnim i društvenim problemima na tom području. Odražava ljude u odnosu čovjeka i okoline.

## Životopis
Otac mu je bio liječnik dr. Nuri Bey. Reşat Nuri pohađao je osnovnu i srednju školu Çanakanakkale i izmirsku školu u Freresu. Diplomirao je na Sveučilištu u Istanbulu, na Fakultetu za književnost 1912. godine. Radio je kao nastavnik i administrator u srednjim školama u Bursi i Istanbulu, predavao je književnost, francuski jezik i filozofiju; zatim je radio kao inspektor u Ministarstvu narodne prosvjete (1931). Bio je zamjenik Çanakanakkalea između 1933. i 1943. u turskom parlamentu, glavni inspektor u Ministarstvu nacionalnog obrazovanja (1947) i atašeu za kulturu u Parizu (1950.), gdje je bio i turski predstavnik u UNESCO-u. Nakon umirovljenja služio je u književnom odboru istanbulskih općinskih kazališta. 
Preminuo je u Londonu 7. prosinca 1956. godine, kamo se otišao liječiti se od svog raka pluća. Pokopan je na groblju Karacaahmet u Istanbulu.

## Djela
Kratka proza
- Recm, Gençlik ve Güzellik (1919)
- Roçild Bey (1919)
- Eski Ahbab
- Tanrı Misafiri (1927)
- Sönmüş Yıldızlar (1928)
- Leylâ ile Mecnun (1928)
- Olağan İşler (1930)

Romani
- Çalıkuşu (1922) (Grmuša)
- Gizli El (1924)
- Damga (1924)
- Dudaktan Kalbe (1923) (Od usne do srca)
- Akşam Güneşi (1926) (Popodnevno sunce)
- Bir Kadın Düşmanı (1927)
- Yeşil Gece (1928) ( Zelena noć)
- Acımak (1928) (Šteta)
- Eski Hastalık (1938) (Stara bolest)
- Yaprak Dökümü (1939) (Kad lišće pada)
- Değirmen (1944) (Mlin)
- Kızılcık Dalları (1944)
- Miskinler Tekkesi (1946)
- Harabelerin Çiçeği (1953)
- Kavak Yelleri (1961)
- Son Sığınak (1961) (Posljednje sklonište)
- Kan Davası (1962)
- Ateş Gecesi (1953) (Noć vatre)

Kazalište
- Hançer (1920)
- Eski Rüya (1922) (Stari san)
- Ümidin Güneşi (1924) (Sunce nade)
- Gazeteci Düşmanı, Şemsiye Hırsızı, İhtiyar Serseri (1925, tri djela)
- Taş Parçası (1926)
- Bir Köy Hocası (1928)
- İstiklâl (1933) (Neovisnost)
- Hülleci (1933)
- Yaprak Dökümü (1971)
- Eski Şarkı (1971) (Stara pjesma)
- Balıkesir Muhasebecisi (1971) (Računovođa Balıkesira)
- Tanrıdağı Ziyafeti (1971)

## Vanjske povezice
- Reşat Nuri Güntekin